# Kościół św. Mateusza Apostoła i Ewangelisty w Wałdowie
Kościół świętego Mateusza Apostoła i Ewangelisty w Wałdowie – rzymskokatolicki kościół parafialny należący do parafii pod tym samym wezwaniem (dekanat kamieński diecezji pelplińskiej).
Jest to murowana, orientowana świątynia wzniesiona w 1621 roku z fundacji Anny z Zakrzewskich Wałdowskiej. Reprezentuje styl gotycko-renesansowy. Budowla jest jednonawowa z trójbocznie zamkniętym prezbiterium. Od zachodu jest umieszczona wieża, opięta w narożnikach zachodnich wydatnymi, dwuuskokowymi przyporami, pomiędzy którymi jest usytuowana obudowa portalu manierystycznego z 1621 roku, w formie półkolistej arkady. Wieża jest zwieńczona baniastym dachem hełmowym, pobitym blachą. Na zewnątrz świątynia jest oszkarpowana. Szczyt zachodni o trójkątnej formie wtopiony jest w wieżę. Kościół nakryty jest siodłowymi dachami, pokrytymi dachówką. Bogate wyposażenie budowli powstało w XVII, XVIII i XIX wieku.